# Max Reinhardt
Max Reinhardt, ursprungligen Maximilian Goldman, född 9 september 1873 i Baden, Österrike-Ungern, död 30 oktober 1943 i New York, USA, var en österrikisk regissör. Han var gift två gånger, från 1910 med skådespelerskan Else Heims, med vilken han hade två söner, varav en var regissören Gottfried Reinhardt, och från 1935 med skådespelerskan Helen Thimig.

## Biografi
Reinhardt var en av sin tids ledande teaterregissörer i Tyskland och Österrike och influerade många europeiska skådespelare och regissörer. År 1903 lämnade han scenen för att uteslutande ägna sig åt regi. Åren 1905-20 och 1924-33 var han i Berlin ledare för Deutsches Theater och 1919-24 för Grosses Schauspielhaus.
Från 1920 ledde han festspelen i Salzburg och 1924 tog han i Wien hand om Theater in der Josefstadt. Dessutom arbetade han med mindre scener - hans år 1906 öppnade Kammerspiele i Berlin blev mycket uppmärksammad - och företog talrika gästspel, och besökte upprepade gånger Sverige, dels med egen ensemble, dels som gästregissör.
Reinhardt ägde och ledde ett flertal teatrar, vilka emellertid konfiskerades av Reichskulturkammer när nazisterna hade kommit till makten i Tyskland 1933. Han flyttade då till Wien och 1938 flydde han till USA, där han fortsatte sin verksamhet inom teatern.
På Reinhardts scener utvecklades en högklassig ensemblekonst, och vad gäller utnyttjandet av de nya teatertekniska möjligheterna var han banbrytande. Han hade sinne för spelplatsen som bild och var enastående som instruktör av masscener. 
Förutom några stumfilmer regisserade Reinhardt endast en film: En midsommarnattsdröm 1935.
Vid Anschluss 1938 tvingades Reinhardt lämna Österrike. Han emigrerade först till Storbritannien, sedan till USA.

## Filmografi

### Regi i urval
- 1935 – En midsommarnattsdröm
- 1914 – Eine Venezianische Nacht
- 1913 – Die Insel der Seligen
- 1912 – Das Mirakel
- 1910 – Sumurûn

### Producent
- 1935 – En midsommarnattsdröm

## Teater

### Regi
- 1921 – Ett drömspel av August Strindberg, Dramaten